# Eduardo Neto
Eduardo, właśc. Eduardo da Silva Nascimento Neto (ur. 24 października 1988, w Salvador, w stanie Bahia, Brazylia) – brazylijski piłkarz, grający na pozycji obrońcy.

## Kariera piłkarska

### Kariera klubowa
Wychowanek klubu EC Bahia, w którym w 2006 rozpoczął karierę piłkarską. W 2008 przeszedł do Villa Rio, skąd był wypożyczony do Botafogo, SC Braga i Vitória Salvador. Na początku 2012 grał w ABC Natal. W lipcu 2012 został wypożyczony do Tawrii Symferopol, w którym występował do końca sezonu 2012/13. W styczniu 2014 został piłkarzem Avaí FC. W 2016 wyjechał do Japonii, gdzie występował w Kawasaki Frontale. 30 czerwca 2018 zmienił klub na Nagoya Grampus.